# Gorenji Vrsnik
Gorenji Vrsnik – wieś w Słowenii, w gminie Idrija. W 2018 roku liczyła 119 mieszkańców.